# Beker van Griekenland 2015/16
De Beker van Griekenland 2015/16 was de 74ste editie van de Beker van Griekenland. Het voetbalbekertoernooi begon op 9 september 2015 en eindigde met de finale op 17 mei 2016 in het Olympisch Stadion Spyridon Louis in de Griekse hoofdstad Athene.

## Kalender
| Ronde         | Data                                                       | aantal wedstrijd | Clubs   | Nieuwe clubs in rondes |
| ------------- | ---------------------------------------------------------- | ---------------- | ------- | ---------------------- |
| Voorronde     | 9, 10 september & 16 september 2015                        | 2                | 34 → 32 | 4                      |
| Groepsfase    | , 29 oktober , 1, 2, 3 december & 15, 16, 17 december 2015 | 48               | 32 → 16 | 30                     |
| Laatste 16    | 5, 6, 7 januari & 12, 13, 14 januari 2016                  | 8                | 16 → 8  | -                      |
| Kwartfinales  | 27, 28 januari & 3, 4, 10, 11 februari 2016                | 4                | 8 → 4   | -                      |
| Halve finales | 2 maart, 20 april & 26, 27 april 2016                      | 2                | 4 → 2   | -                      |
| Finale        | 17 mei 2016                                                | 1                | 2 → 1   | -                      |

## Uitslagen

### Kwartfinale
| Team 1        | Tot.    | Team 2          | 1e wedstr. | 2e wedstr. |
| ------------- | ------- | --------------- | ---------- | ---------- |
| Panionios     | 1–1 (u) | PAOK            | 1–1        | 0–0        |
| Olympiakos    | 6–1     | Asteras Tripoli | 5–0        | 1–1        |
| AEK Athene    | 5–1     | Iraklis         | 4–1        | 1–0        |
| Panathinaikos | 0–1     | Atromitos FC    | 0–0        | 0–1        |

### Halve finale
| Team 1     | Tot. | Team 2       | 1e wedstr. | 2e wedstr. |
| ---------- | ---- | ------------ | ---------- | ---------- |
| AEK Athene | 2–1  | Atromitos FC | 1–0        | 1–1        |
| PAOK       | 0–6  | Olympiakos   | 0–31       | 0–3 (w/o)2 |

1 Wedstrijd gestaakt in de 90 minuut met een tussenstand van 1-2. werd later 0-3 voor olympiakos

2 PAOK kwam niet opdagen en verloor reglementair met 3-0.

### Finale
|                   |                           |             |               |                                                                |
| 17 mei 2016 20:30 | AEK Athene                | 2–1         | Olympiakos    | Athens Olympic Stadium Scheidsrechter: Anastasios Sidiropoulos |
| 17 mei 2016 20:30 | Mantalos 38' Djebbour 51' | (el) Report | Domínguez 84' | Athens Olympic Stadium Scheidsrechter: Anastasios Sidiropoulos |